# Axel i sjunde himlen
Axel i sjunde himlen (tyska: Axel an der Himmelstür)  är en operett (Sångspel) från 1936 med musik av Ralph Benatzky och libretto av Paul Morgan och Adolf Schütz (sångtexter av Hans Weigel).

## Historia
Benatzkys operett En förtjusande fröken hade skrivits speciellt för Max Hansen och i nästa musikkomedi var Hansen med redan på idéplanet. Axel i sjunde himlen gick tillbaka på en originalidé som runnit upp hos Hansen själv. Senare utformades den av Paul Morgan och Adolf Schütz. Rollfiguren Gloria Mills var tänkt för sångerskan Liane Haid, men hon drog sig ur i sista stund. Även Greta Garbo var påtänkt för rollen men på Max Hansens förslag kallades Zarah Leander till provsjungning. Hon var ett totalt okänt namn för Benatzky och de övriga inblandade. Men efter att ha hört Leander sjunga prisade han hennes sätt att sjunga baspartier och inte bara "kvittra koloratur". Hon blir en sensation, sa Benatzky efter provsjungningen. Dock var han tvungen att transponera ner flera musiknummer då Leanders mörka kontraalt inte kunde nå Haids höga höjdtoner.
Premiären ägde rum den 1 september 1936 på Theater an der Wien i Wien och blev en stor succé, inte minst för Zarah Leander som engagerades som skådespelerskan på tyska filmkoncernen UFA.
Den 30 december 1937 hade Axel i sjunde himlen premiär på Vasateatern i Stockholm med Max Hansen i huvudrollen och Margit Rosengren i Zarah Leanders roll. Övriga roller gjordes av Carl Hagman, Håkan Westergren, Frithiof Hedvall, Hjalmar Lundholm, Georg Funkquist, Torsten Hillberg, Axel Lindberg, Åke Brodin, Axel Lagerberg, Nils Nordståhl, Folke Pilo, Carl-Gunnar Wingård, Olga Andersson, Greta Ericson, Eva-Lisa Lennartsson och Gudrun Brost. Uppsättningen spelades 120 gånger. Den 22 april 1939 hade Vasan nypremiär på operetten med i stort sett samma ensemble.

## Personer
| Roller                         | Röststämma | Premiärbesättning 1 september 1936 |
| ------------------------------ | ---------- | ---------------------------------- |
| Gloria Mills, Hollywoodstjärna | kontraalt  | Zarah Leander                      |
| Axel Swift, reporter           | tenor      | Max Hansen                         |
| Jessie Leyland                 |            | Lisl Kinast                        |
| Cecil Mc Scott, Chefsproducent | tenor      | Paul Morgan                        |
| Stuart Williams, Regissör      |            | Herbert Berghof                    |
| Miss Brown, Sekreterare        |            | Maria Holst                        |
| Theodor Herlinger, Friseur     |            | Erich Dörner                       |
| Produktionsledaren             |            | Peter Gerhard                      |

## Handling
Reportern Axel kommer till Hollywood för att göra en intervju med den stora filmstjärnan, den av en hel värld dyrkade som är så ensam bakom sin gudomliga fasad av glitter och stjärnglans.